# Trilla
Pour album studio de Rick Ross, voir Trilla.
Trilla (prononcé en français : [tʁija] ) est une commune française, située dans le nord du département des Pyrénées-Orientales en région Occitanie. Sur le plan historique et culturel, la commune est dans le Fenouillèdes, une dépression allongée entre les Corbières et les massifs pyrénéens recouvrant la presque totalité du bassin de l'Agly.
Exposée à un climat océanique altéré, elle est drainée par l'Agly, la Desix et par un autre cours d'eau. La commune possède un patrimoine naturel remarquable composé de deux zones naturelles d'intérêt écologique, faunistique et floristique.
Trilla est une commune rurale qui compte 77 habitants en 2022, après avoir connu un pic de population de 180 habitants en 1846. Elle fait partie de l'aire d'attraction de Perpignan. Ses habitants sont appelés les Trillanais ou  Trillanaises.

## Géographie

### Localisation
La commune de Trilla se trouve dans le département des Pyrénées-Orientales, en région Occitanie.
Elle se situe à 31 km à vol d'oiseau de Perpignan, préfecture du département, à 16 km de Prades, sous-préfecture, et à 29 km de Rivesaltes, bureau centralisateur du canton de la Vallée de l'Agly dont dépend la commune depuis 2015 pour les élections départementales.
La commune fait en outre partie du bassin de vie d'Ille-sur-Têt.
Les communes les plus proches sont : 
Ansignan (2,4 km), Pézilla-de-Conflent (3,0 km), Trévillach (3,6 km), Feilluns (3,8 km), Caramany (4,3 km), Lansac (4,5 km), Saint-Arnac (4,5 km), Prats-de-Sournia (4,8 km).
Sur le plan historique et culturel, Trilla fait partie du Fenouillèdes, une dépression allongée entre les Corbières et les massifs pyrénéens recouvrant la presque totalité du bassin de l'Agly. Ce territoire est culturellement une zone de langue occitane.

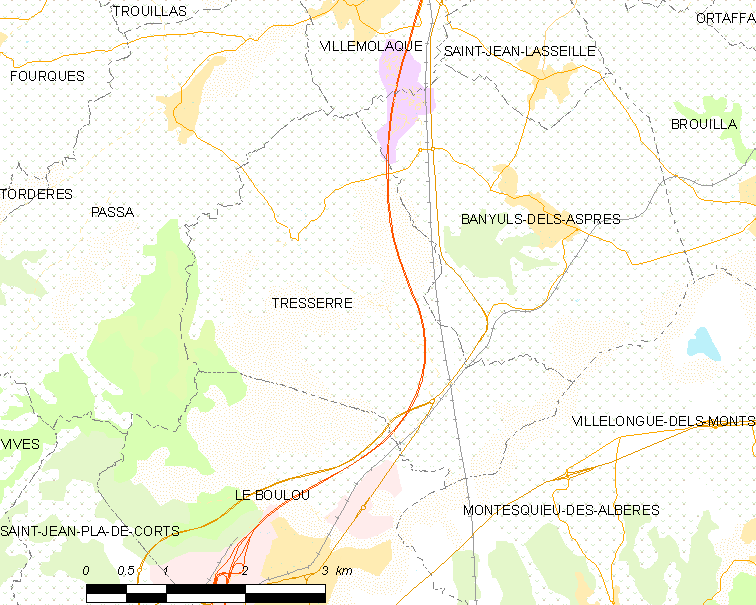
Situation de la commune

| Feilluns            | Ansignan   |          |
| Pézilla-de-Conflent | Trilla     | Caramany |
|                     | Trévillach |          |

### Géologie et relief
La commune est classée en zone de sismicité 3, correspondant à une sismicité modérée.

### Climat
Pour des articles plus généraux, voir Climat de l'Occitanie et Climat des Pyrénées-Orientales.
En 2010, le climat de la commune est de type climat méditerranéen altéré, selon une étude du CNRS s'appuyant sur une série de données couvrant la période 1971-2000. En 2020, Météo-France publie une typologie des climats de la France métropolitaine dans laquelle la commune est exposée à un climat de montagne ou de marges de montagne et est dans la région climatique Pyrénées orientales, caractérisée par une faible pluviométrie, un très bon ensoleillement (2 600 h/an), un air sec, particulièrement en hiver et peu de brouillards.
Pour la période 1971-2000, la température annuelle moyenne est de 13,2 °C, avec une amplitude thermique annuelle de 14,9 °C. Le cumul annuel moyen de précipitations est de 768 mm, avec 7,1 jours de précipitations en janvier et 4,1 jours en juillet. Pour la période 1991-2020, la température moyenne annuelle observée sur la station météorologique la plus proche, située sur la commune de Saint-Paul-de-Fenouillet à 8 km à vol d'oiseau, est de 14,7 °C et le cumul annuel moyen de précipitations est de 765,9 mm,. Pour l'avenir, les paramètres climatiques de la commune estimés pour 2050 selon différents scénarios d’émission de gaz à effet de serre sont consultables sur un site dédié publié par Météo-France en novembre 2022.

### Milieux naturels et biodiversité
L’inventaire des zones naturelles d'intérêt écologique, faunistique et floristique (ZNIEFF) a pour objectif de réaliser une couverture des zones les plus intéressantes sur le plan écologique, essentiellement dans la perspective d’améliorer la connaissance du patrimoine naturel national et de fournir aux différents décideurs un outil d’aide à la prise en compte de l’environnement dans l’aménagement du territoire.
Une ZNIEFF de type 1 est recensée sur la commune :
le « massif du Sarrat d'Espinets » (1 772 ha), couvrant 6 communes du département et une ZNIEFF de type 2, : 
le « massif du Fenouillèdes » (34 157 ha), couvrant 40 communes dont une dans l'Aude et 39 dans les Pyrénées-Orientales.

Carte des ZNIEFF de type 1 et 2 à Trilla.
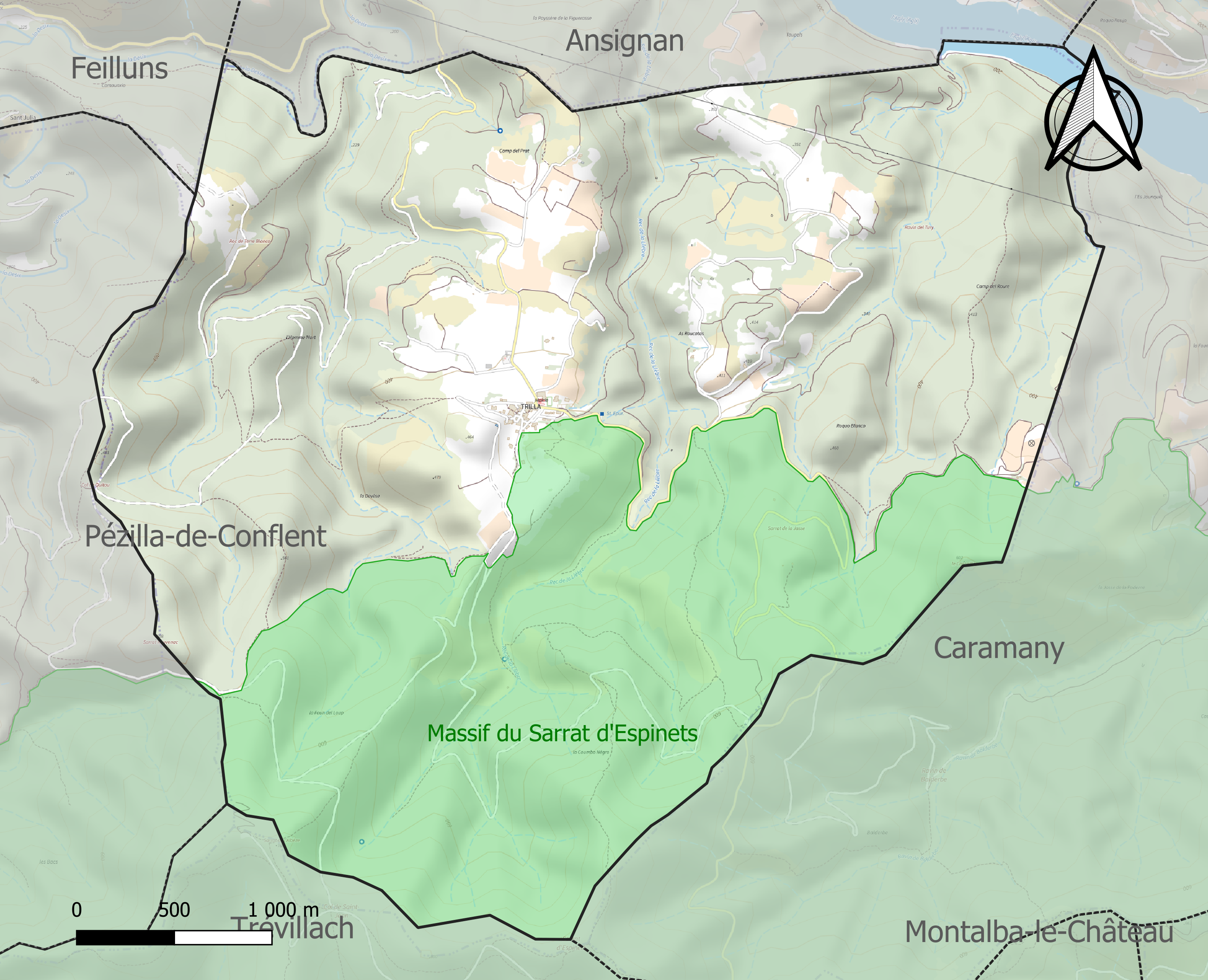
Carte de la ZNIEFF de type 1 sur la commune.
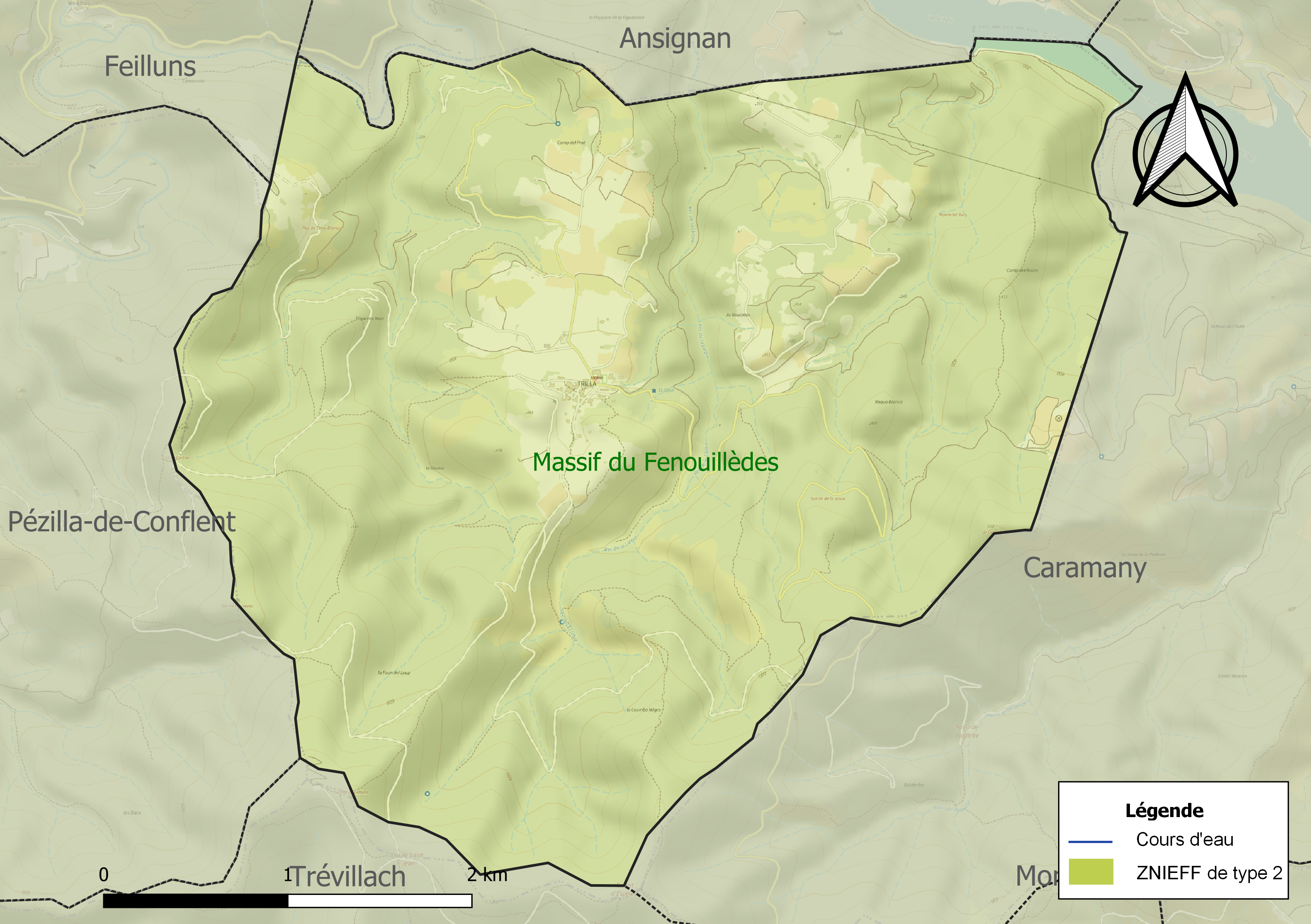
Carte de la ZNIEFF de type 2 sur la commune.

## Urbanisme

### Typologie
Au 1er janvier 2024, Trilla est catégorisée commune rurale à habitat très dispersé, selon la nouvelle grille communale de densité à sept niveaux définie par l'Insee en 2022.
Elle est située hors unité urbaine. Par ailleurs la commune fait partie de l'aire d'attraction de Perpignan, dont elle est une commune de la couronne,. Cette aire, qui regroupe 118 communes, est catégorisée dans les aires de 200 000 à moins de 700 000 habitants,.

### Occupation des sols
L'occupation des sols de la commune, telle qu'elle ressort de la base de données européenne d’occupation biophysique des sols Corine Land Cover (CLC), est marquée par l'importance des forêts et milieux semi-naturels (82,2 % en 2018), une proportion sensiblement équivalente à celle de 1990 (82,9 %). La répartition détaillée en 2018 est la suivante : 
forêts (76,3 %), cultures permanentes (16,9 %), milieux à végétation arbustive et/ou herbacée (5,9 %), eaux continentales (0,9 %). L'évolution de l’occupation des sols de la commune et de ses infrastructures peut être observée sur les différentes représentations cartographiques du territoire : la carte de Cassini (XVIIIe siècle), la carte d'état-major (1820-1866) et les cartes ou photos aériennes de l'IGN pour la période actuelle (1950 à aujourd'hui).

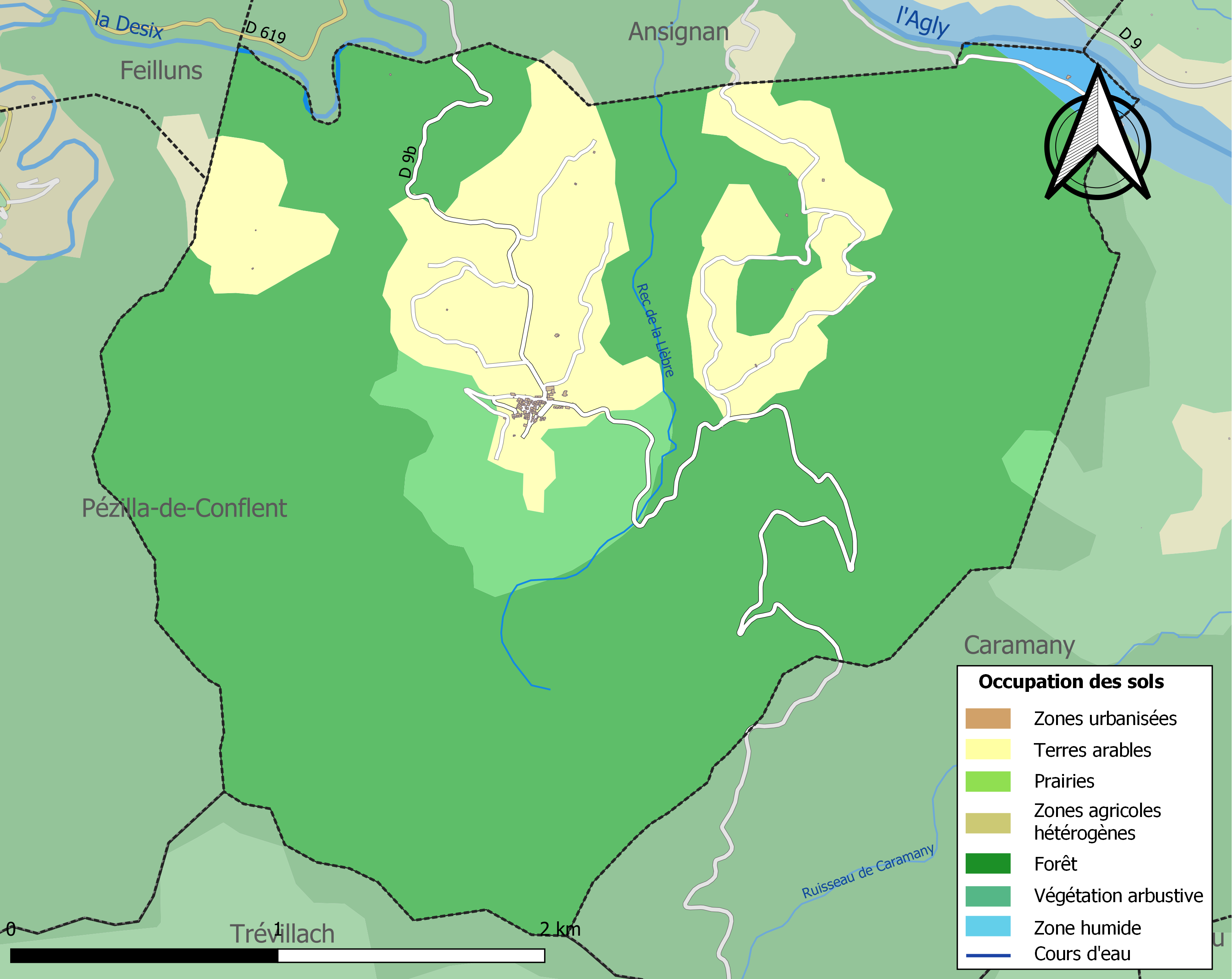
Carte des infrastructures et de l'occupation des sols de la commune en 2018 (CLC).

### Risques majeurs
Le territoire de la commune de Trilla est vulnérable à différents aléas naturels : inondations, climatiques (grand froid ou canicule), feux de forêts, mouvements de terrains et séisme (sismicité modérée). Il est également exposé à un risque particulier, le risque radon,.

#### Risques naturels

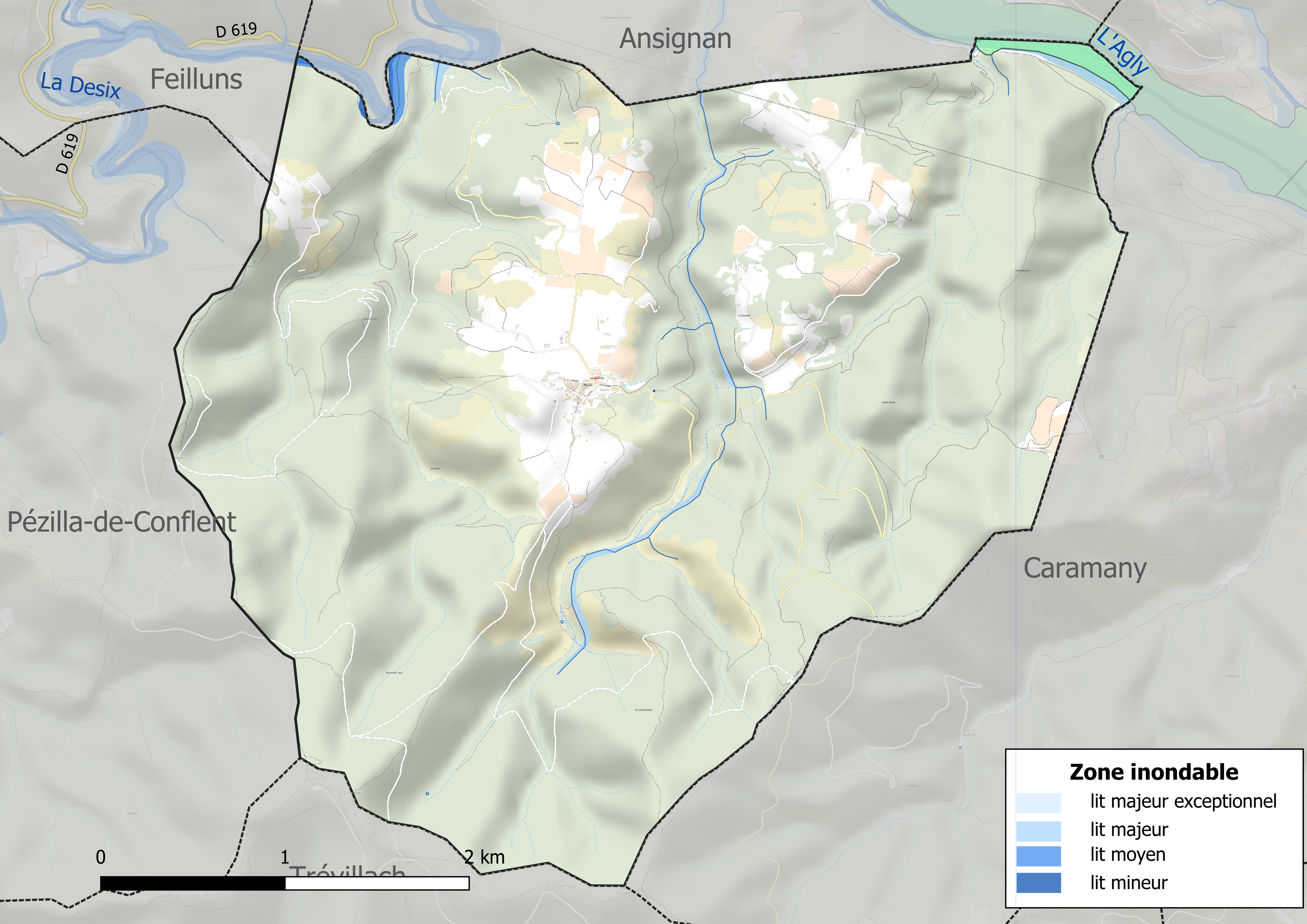
Zones inondables de la commune de Trilla.

Certaines parties du territoire communal sont susceptibles d’être affectées par le risque d’inondation par crue torrentielle de cours d'eau du bassin de l'Agly.
Les mouvements de terrains susceptibles de se produire sur la commune sont soit des glissements de terrains, soit des chutes de blocs, soit des effondrements liés à des cavités souterraines. L'inventaire national des cavités souterraines permet par ailleurs de localiser celles situées sur la commune

#### Risque particulier
Dans plusieurs parties du territoire national, le radon, accumulé dans certains logements ou autres locaux, peut constituer une source significative d’exposition de la population aux rayonnements ionisants. Toutes les communes du département sont concernées par le risque radon à un niveau plus ou moins élevé. Selon la classification de 2018, la commune de Trilla est classée en zone 3, à savoir zone à potentiel radon significatif.

## Toponymie
En occitan, le nom de la commune est Trilhan.

## Histoire

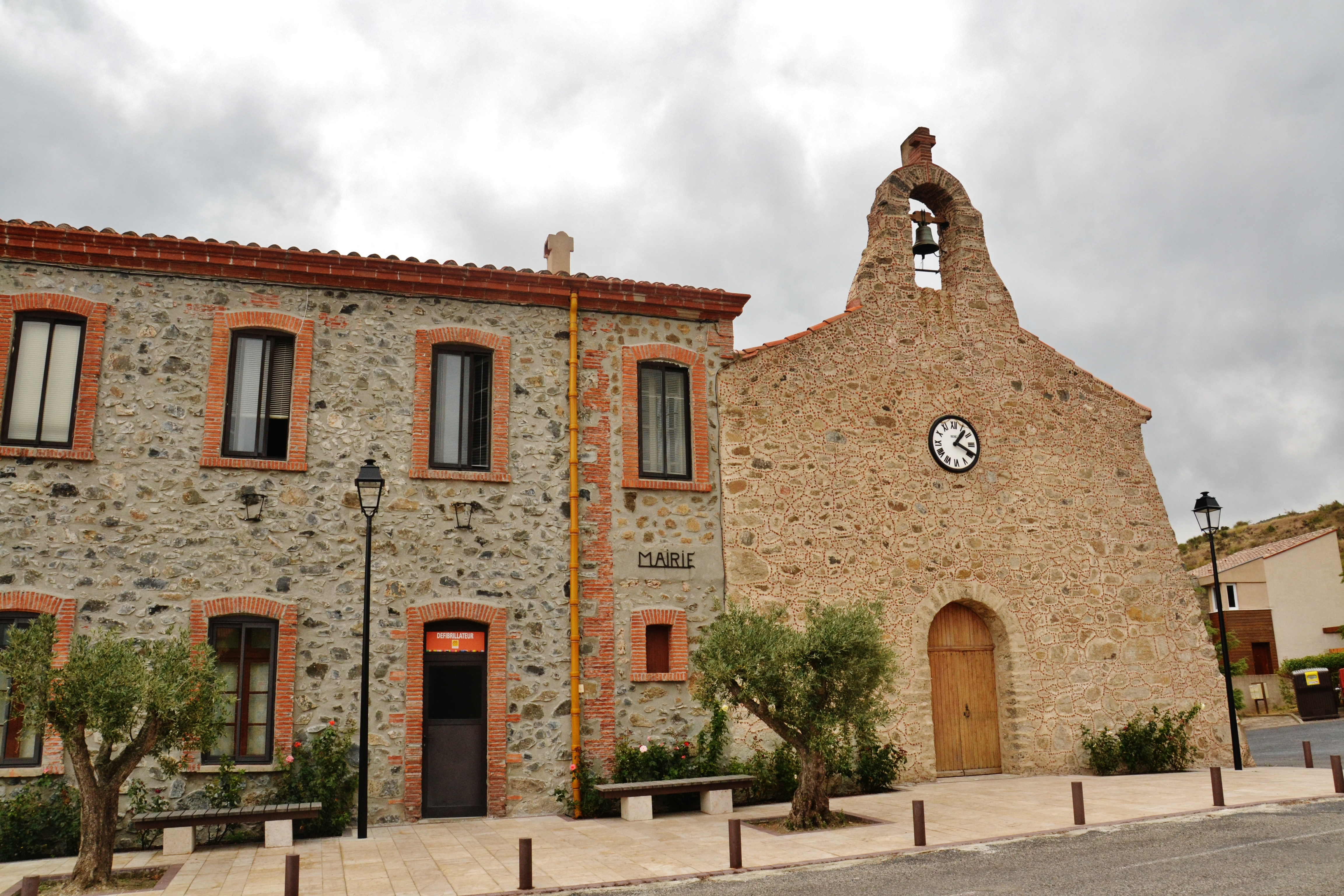
La mairie et l'église.

La première mention de Trilla apparaît en 989 dans l'Inventaire des actes de l'archevêché de Narbonne puis en 1011 (Trilianum), dans une bulle du Pape Serge IV. Détaché du Razès (Languedoc) en 870 pour être cédé au comté de Cerdagne-Besalu, le village de Trilla ne réintègre la France qu'à la signature du traité de Corbeil (1258) qui rattache définitivement le Fenouillèdes au Languedoc. Dès lors Trilla devient un fief royal accordé à différents seigneurs (Raimond de Canet, familles de Peyrepertuse, de Montesquieu, de Le Vivier, de Mauléon…).
Un certain Bertrand de Trilla est mentionné comme prieur dans une épitaphe datée du 28 février 1282 et apposée au prieuré de Marcevol.
À la création des départements (1790), Trilla devient une commune du canton de Sournia, lequel est englobé à l'arrondissement de Prades, dans les Pyrénées-Orientales (dont la population est majoritairement catalane). Le XIXe siècle voit le développement du village (population frôlant les 200 habitants, construction de la nouvelle église Notre-Dame de l'Assomption en 1854, spécialisation agricole dans la viticulture…).

## Politique et administration

### Liste des maires
| Période                          | Période  | Identité              | Étiquette | Qualité |
| -------------------------------- | -------- | --------------------- | --------- | ------- |
| 1940                             | 1947     | Jean-Baptiste Chambeu |           |         |
| 1947                             | 1977     | Martin Raynaud        |           |         |
| 1977                             | 2001     | Raymond Palmade       |           |         |
| mars 2001, réélu en 2008 et 2014 | En cours | Didier Fourcade       |           |         |

## Population et société

### Démographie ancienne
La population est exprimée en nombre de feux (f) ou d'habitants (H).
| 1693 | 1709 | 1774 | 1788  | 1789 |
| ---- | ---- | ---- | ----- | ---- |
| 17 f | 14 f | 22 f | 101 H | 25 f |

### Démographie contemporaine
L'évolution du nombre d'habitants est connue à travers les recensements de la population effectués dans la commune depuis 1793. Pour les communes de moins de 10 000 habitants, une enquête de recensement portant sur toute la population est réalisée tous les cinq ans, les populations de référence des années intermédiaires étant quant à elles estimées par interpolation ou extrapolation. Pour la commune, le premier recensement exhaustif entrant dans le cadre du nouveau dispositif a été réalisé en 2006.

En 2022, la commune comptait 77 habitants, en évolution de +2,67 % par rapport à 2016 (Pyrénées-Orientales : +3,92 %, France hors Mayotte : +2,11 %).
| 1793 | 1800 | 1806 | 1821 | 1831 | 1836 | 1841 | 1846 | 1851 |
| ---- | ---- | ---- | ---- | ---- | ---- | ---- | ---- | ---- |
| 119  | 117  | 140  | 132  | 142  | 160  | 176  | 180  | 169  |

| 1856 | 1861 | 1866 | 1872 | 1876 | 1881 | 1886 | 1891 | 1896 |
| ---- | ---- | ---- | ---- | ---- | ---- | ---- | ---- | ---- |
| 172  | 174  | 158  | 154  | 151  | 151  | 154  | 152  | 125  |

| 1901 | 1906 | 1911 | 1921 | 1926 | 1931 | 1936 | 1946 | 1954 |
| ---- | ---- | ---- | ---- | ---- | ---- | ---- | ---- | ---- |
| 127  | 142  | 120  | 107  | 98   | 100  | 104  | 95   | 101  |

| 1962 | 1968 | 1975 | 1982 | 1990 | 1999 | 2006 | 2011 | 2016 |
| ---- | ---- | ---- | ---- | ---- | ---- | ---- | ---- | ---- |
| 71   | 72   | 76   | 64   | 51   | 54   | 60   | 62   | 75   |

| 2021 | 2022 | - | - | - | - | - | - | - |
| ---- | ---- | - | - | - | - | - | - | - |
| 76   | 77   | - | - | - | - | - | - | - |

| selon la population municipale des années : | 1968 | 1975 | 1982 | 1990 | 1999 | 2006 | 2009 | 2013 |
| Rang de la commune dans le département      | 191  | 195  | 192  | 197  | 192  | 197  | 198  | 198  |
| Nombre de communes du département           | 232  | 217  | 220  | 225  | 226  | 226  | 226  | 226  |

### Manifestations culturelles et festivités
- Fête communale : 1er janvier[36] ;
- "Trilla en Fête" et "Foire aux Vieux Cépages" : 3e samedi de juillet[réf. nécessaire] ;
- Fête locale : 1er vendredi d'août[réf. nécessaire].

## Économie

### Emploi
|                | 2008   | 2013   | 2018   |
| -------------- | ------ | ------ | ------ |
| Commune        | 6,7 %  | 8,7 %  | 34 %   |
| Département    | 10,3 % | 12,9 % | 13,3 % |
| France entière | 8,3 %  | 10 %   | 10 %   |

En 2018, la population âgée de 15 à 64 ans s'élève à 47 personnes, parmi lesquelles on compte 68,1 % d'actifs (34 % ayant un emploi et 34 % de chômeurs) et 31,9 % d'inactifs,. En  2018, le taux de chômage communal (au sens du recensement) des 15-64 ans est supérieur à celui du département et de la France, alors qu'en 2008 la situation était inverse.
La commune fait partie de la couronne de l'aire d'attraction de Perpignan, du fait qu'au moins 15 % des actifs travaillent dans le pôle,. Elle compte 9 emplois en 2018, contre 11 en 2013 et 13 en 2008. Le nombre d'actifs ayant un emploi résidant dans la commune est de 17, soit un indicateur de concentration d'emploi de 52,9 % et un taux d'activité parmi les 15 ans ou plus de 51,6 %.
Sur ces 17 actifs de 15 ans ou plus ayant un emploi, 9 travaillent dans la commune, soit 53 % des habitants. Pour se rendre au travail, 82,4 % des habitants utilisent un véhicule personnel ou de fonction à quatre roues et 17,6 % s'y rendent en deux-roues, à vélo ou à pied.

### Activités hors agriculture
5 établissements sont implantés  à Trilla au 31 décembre 2019.
Le secteur de l'industrie manufacturière, des industries extractives et autres est prépondérant sur la commune puisqu'il représente 60 % du nombre total d'établissements de la commune (3 sur les 5 entreprises implantées  à Trilla), contre 8,7 % au niveau départemental.

### Agriculture
|               | 1988 | 2000 | 2010 | 2020 |
| ------------- | ---- | ---- | ---- | ---- |
| Exploitations | 14   | 10   | 4    | 3    |
| SAU (ha)      | 126  | 85   | 48   | 73   |

La commune est dans les Fenouillèdes », une petite région agricole occupant le nord-ouest  du département des Pyrénées-Orientales. En 2020, l'orientation technico-économique de l'agriculture  sur la commune est la viticulture. Trois exploitations agricoles ayant leur siège dans la commune sont dénombrées lors du recensement agricole de 2020 (14 en 1988). La superficie agricole utilisée est de 73 ha,,.

## Culture locale et patrimoine

### Monuments et lieux touristiques
- Deux dolmens sont visibles sur la commune facilement accessibles :
  - Le dolmen de las Apostados[40].
  - Le Dolmen de Las Colombinos[41].
- Église Notre-Dame-de-l'Assomption de Trilla.
- Chapelle Sainte-Colombe de Trilla.
- Fontaine.
- Ruines du Casteil.
- Panorama sur la Chaîne des Corbières (du Pech de Bugarach à la Méditerranée!).

### Héraldique
| Blason de Trilla | Blason  | Chevronné de gueules et de sable de huit pièces. |
| Blason de Trilla | Détails | Le statut officiel du blason reste à déterminer. |